# Nicolaus Sternell
Nicolaus Sternell, född i januari 1667 i Boteå församling, Gävleborgska länet, död 26 augusti 1744 i Säbrå församling, var en svensk kyrkoman. Sternell var superintendent i Härnösands stift.

## Biografi
Nicolaus Sternell föddes 1667 i Boteå församling. Han var son till prosten Nils Sternelius i Boteå församling och Katarina Burman, vars far Karl Karlsson Burman var underlagman i Ångermanland, farfar var borgmästare i Söderhamn, och farfars far var Olaus Laurentii Bure. 
Sternell blev 1676 student vid Härnösands trivialskola och 1682 vid Härnösands gymnasium. Efter skolgång i Härnösand, inskrevs han 17 juni 1685 vid Uppsala universitet där han studerade under många år, under slutet i kombination med att själv ge undervisning, till två unga grevar Gyldenstolpe. Han fick sedan kungligt stipendium för att resa utomlands och förbättra sin franska. Han fick 1698 fullmakt som rektor för Luthersk-franska skolan i Stockholm, men blev 1700 pastor i skolans församling och fick då ta pastoralexamen. Han var femton år i tjänsten innan han blev kyrkoherde i S:t Jacobs och S:t Johannes församlingar. 
Enhälligt valdes han februari 1728 till superintendent i Härnösands stift, tillträdde i juli samma år. Sin första visitation gjorde han samma år i Lycksele lappmark. 1732 utnämndes han till han teologie doktor och promoverade 23 februari 1732 i Uppsala, men var frånvarande på grund av sjukdom.
Sternell avled 1744 och begravdes 16 oktober samma år i Säbrå kyrka. Likpredikan förrättades av kyrkoherden Andreas Söderström i Tuna församling.

### Familj
Sternell gifte sig 28 maj 1702 på Gilberga gård med Margareta Cederström, dotter till biskop Carolus Carlsson i Västerås stift och Margareta Adlerberg. De fick tillsammans barnen Charlotta Catharina Sternell (född 1703) som var gift med generalmajoren Christian Giertta, Carl Sternell (1704–1705), Carolus Nicolaus Sternell (1706–1706), hovrättsrådet Nils Magnus Sternell (1708–1763) i Åbo och Olaus Sternell (1710–1717). 1718 adlades deras barn med namnet Cedermarck.